# دييغو فيراري
دييغو فيراري (بالإيطالية: Diego Ferrari)‏ هو دراج إيطالي، ولد في 17 نوفمبر 1970 في كريمونا في إيطاليا.

## وصلات خارجية
- دييغو فيراري على موقع أرشيف الدراجات (الإنجليزية)
- دييغو فيراري على موقع إحصائيات الدراجات الإحترافية (الإنجليزية)
- دييغو فيراري على موقع CycleBase (الإنجليزية)